# 헝가리 정의와 삶의 당
헝가리 정의와 삶의 당 (헝가리 正義와 삶의 黨; 헝가리어: Magyar Igazság és Élet Pártja 머저르 이거즈샤그 에시 엘레트 파르트여[*])은 헝가리의 보수우익 정당이다.